# Jan Hendriks (muzikant)
Johannes Martinus Hendrikus Hendriks (Mill, 20 september 1949) is een Nederlands gitarist. Hij is vooral bekend als lid van de band Doe Maar.

## Biografie

### Voor Doe Maar
Jan Hendriks begon op zijn tiende met gitaarspelen. Behalve een paar lessen van zijn buurman, heeft hij zichzelf het spelen geleerd. Het eerste bandje waarin Hendriks speelde, maakte alleen instrumentale muziek, net zoals zijn favoriete band The Shadows.
Midden jaren zestig verschoof de interesse van Hendriks van rock-'n-roll naar beatmuziek. Hij ging spelen bij de beatband Chockfull. Naast covers van Jimi Hendrix, Cream en The Kinks speelden ze ook soulmuziek van bijvoorbeeld Otis Redding. De band was voornamelijk in Brabant redelijk populair en speelde een aantal keer in Paradiso. Ondanks de vele optredens (waarvan enkele in Luxemburg en Frankrijk) bracht de band geen platen uit. In 1970 werd de band opgeheven. Na een korte pauze speelde hij nog bij de band Steam, maar ook hiermee boekte hij geen succes.

### Doe Maar
In 1978 richtten Ernst Jansz en Piet Dekker de band Doe Maar op. Bij het zoeken naar een gitarist komen ze uit bij Jan Hendriks. In 1981 werd de single 32 Jaar (Sinds een dag of twee) uitgebracht. In 1982 kwam de grote doorbraak met de singles Doris Day en De Bom. Doe Maar groeide uit tot een ware rage.
In dezelfde tijd speelde Jan Hendriks ook bij de band De Orde, samen met Ernst Jansz, René van Collem, Joost Belinfante en Bram Vermeulen. In 1983 brachten zij de plaat De Gevestigde Orde uit. Het zou hun enige plaat blijven. Inmiddels blijft Hendriks met Doe Maar hits scoren. De aandacht die de band krijgt, zorgt ervoor dat de band besluit te stoppen. Op 22 februari 1984 werd Doe Maar beëindigd. Op 14 april van datzelfde jaar zouden er nog twee afscheidsconcerten in de Maaspoort Sports en Events te 's-Hertogenbosch worden gegeven. Ook in hetzelfde jaar verschijnt het soloalbum Geen Ballade van Henny Vrienten, hierop speelde Jan Hendriks als gastmuzikant.

### Na Doe Maar
Na het uiteenvallen van Doe Maar bleef Hendriks veel samenwerken met Ernst Jansz. Zo speelden ze samen in de band Midnight Hour waarin ze soulmuziek spelen, de muzieksoort waar ze beide veel van houden. Ook schreef hij samen met Ernst Jansz de muziek voor de serie Switch van de NCRV.
Vanaf 1992 vormde Hendriks samen met Ernst Jansz en Rieany Janssen het trio Rienne Va Plus. Ze speelden nummers uit de jaren twintig en dertig.
In 1994 was Hendriks gastmuzikant op het album Natural Causes van Philip Kroonenberg en ook trad hij met hem op. In 1996 speelt Hendriks mee op het album Een Nieuwe Herfst (het eerste album sinds 12 jaar) van Boudewijn de Groot. Ook met De Groot gaat Hendriks op tournee.
In 1999 ging Hendriks opnieuw samenwerken met Ernst Jansz. Hij produceerde diens soloalbum De overkant. Op 8 november van dat jaar kwam Doe Maar met het nieuws dat er een nieuw album zou uitkomen en dat er een aantal reünieconcerten (in Ahoy) zouden worden gehouden. Getuige de 15 optredens die zouden volgen, was de band nog immens populair.
Sinds 2001 staat Hendriks jaarlijks in het theater met Boudewijn de Groot. Op het in 2004 verschenen album Eiland in de Verte van De Groot speelde Jan Hendriks ook weer mee.
Tevens maakt Hendriks deel uit van de groep CCC Inc.. Later bracht Henny Vrienten nieuwe platen uit met veel familieleden in de band en ook Jan Hendriks als hoofdgitarist.
- Gemeinsame Normdatei: 122530837
- International Standard Name Identifier: 0000 0000 1259 2809
- MusicBrainz: 59a3957f-6c93-43f3-ae9b-8c39ec235f05
- Nederlandse Thesaurus van Auteursnamen: 07412031X
- Système universitaire de documentation: 198123612
- Virtual International Authority File: 64891318
- WorldCat: E39PBJB4dPrHhVJRBbqDCVjKVC